# Рицарят на Шалион
„Рицарят на Шалион“ (на английски: Paladin of Souls) е фентъзи-роман на писателката Лоис Бюджолд. Романът е издаден през 2003 г. и през 2004 г. печели наградите Хюго за най-добър роман и Небюла за най-добър роман на изминалата година. Книгата е продължение на излязлата три години по-рано „Проклятието на Шалион“.

## Сюжет
Действието в цялата книга се върти около царина Иста, майката на царина Изел. Историята на романа се развива 3 години след края на тази от „Проклятието на Шалион“. Наранена и разкъсвана от чувство за вина заради извършено от нея убийство в миналото, вдовицата Иста, решена да се измъкне от „затвора си“ в замъка на покойната си майка, решава да тръгне на поклонение в чест на боговете под фалшиво име. По пътя си тя среща много трудности и, водена от своите видения, отново става светец на боговете. Нападана от демони и магьосници, пленена от вражеска армия, на предела на силите си, тя среща любовта и успява да разтвори сърцето си за отдавна забравените сладости на живота. Това обаче разкрива загадката на магия поддържаща мъртвия жив, а живия – мъртъв. И така, в разгара на война между хора, богове и демони, Иста открива какво означава да живееш.